# Nannocharax niloticus
Nannocharax niloticus és una espècie de peix de la família dels citarínids i de l'ordre dels caraciformes.

## Morfologia
- Els mascles poden assolir 4,7 cm de longitud total.[4][5]

## Hàbitat
És un peix d'aigua dolça i de clima subtropical.

## Distribució geogràfica
Es troba a Àfrica: conca del riu Nil.